# Adolf Prokop

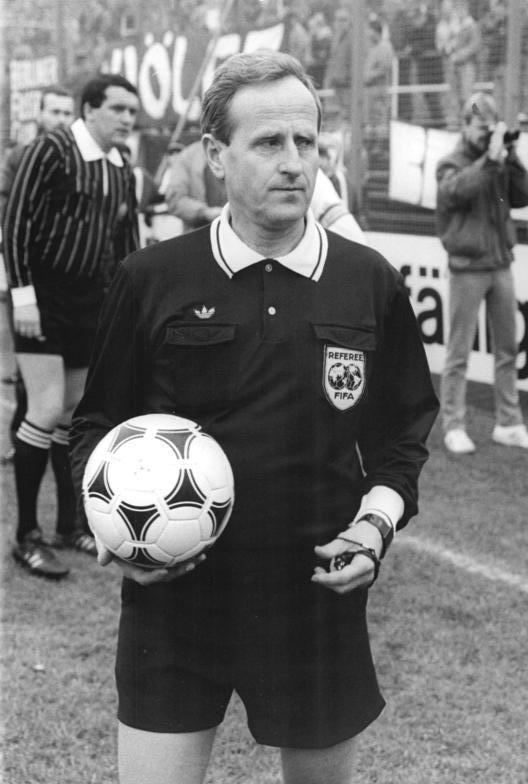
O árbitro Adolf.

Adolf Prokop (2 de fevereiro de 1939) e um ex-árbitro de futebol da Alemanha Oriental.
Ele é mais conhecido por orientar duas partidas na Copa do Mundo da FIFA, uma em 1978 e outra em 1982. Ele também participou nos Jogos Olímpicos de 1976, no Euro 1984 e foi árbitro da final da Taça das Taças da Europa em 1984.